# باشگاه فوتبال بالیکسیراسپور
باشگاه فوتبال بالیکسیراسپور (انگلیسی: Balıkesirspor) یک باشگاه ترکی مستقر دربالیکسیر است. این تیم فوتبال که در سال ۱۹۶۶ تأسیس شد، پس از صعود به عنوان نایب قهرمان لیگ اول TFF، سطح دوم فوتبال ترکیه، در ۲۰۱۳–۱۴، در سوپر لیگ فوتبال ترکیه بازی کرد.